# اکتن (مونتانا)
اکتون، منتانا (به انگلیسی: Acton, Montana) یک محدوده ثبت‌نشده در ایالات متحده آمریکا است که در ایالت مونتانا واقع شده‌است.

## خصوصیات
اکتون ۱۸۳ نفر جمعیت دارد و ۱٬۱۵۸٫۸۶ متر بالاتر از سطح دریا واقع شده‌است.